# Želvy Ninja

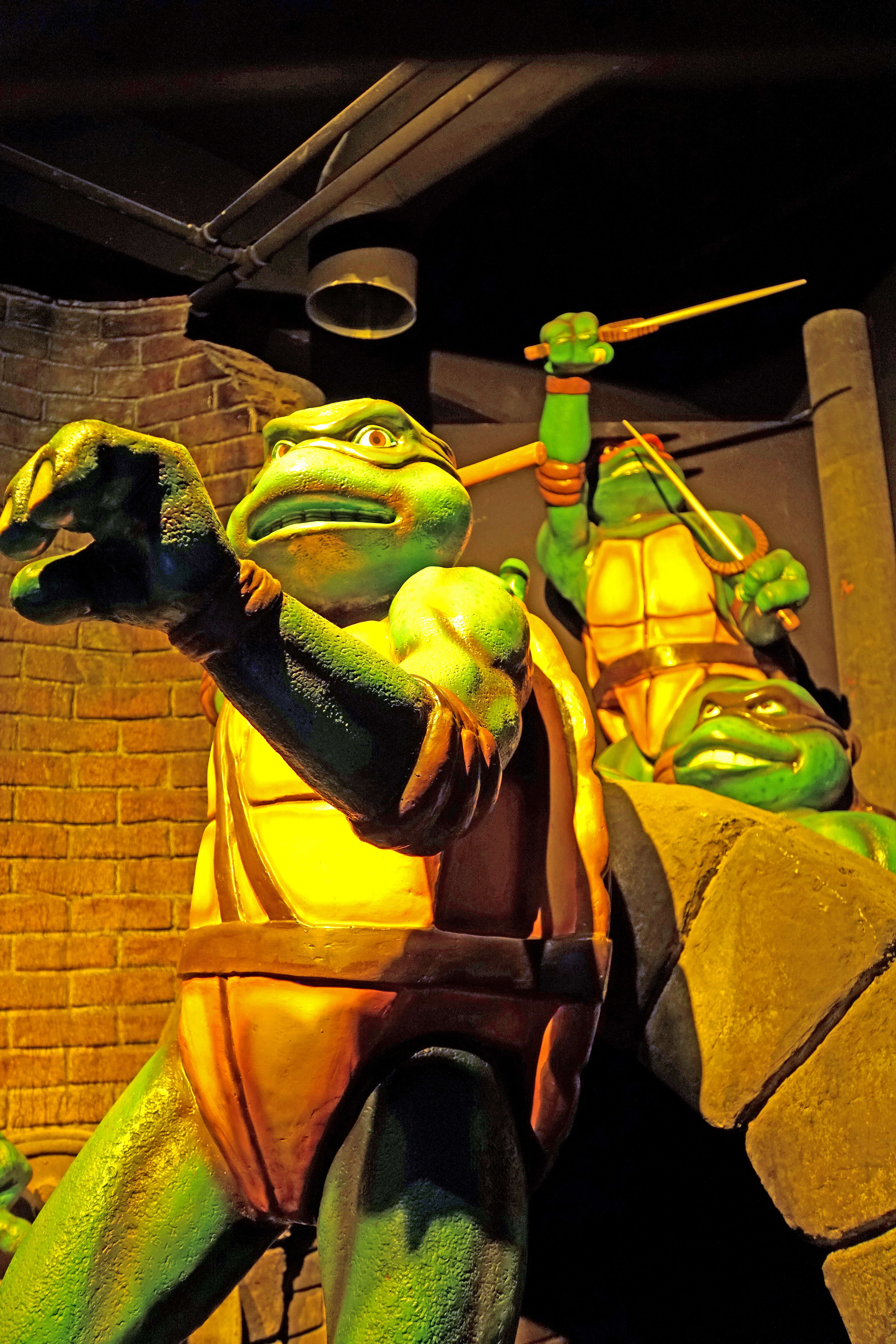
Želvy Ninja

Želvy Ninja (anglicky Teenage Mutant Ninja Turtles, zkratkou TMNT, v mnoha evropských zemích jako Teenage Mutant Hero Turtles) je fiktivní tým čtyř antropomorfních želvích mutantů vycvičených jejich učitelem (sensei) Mistrem Třískou. Jejich domovem byly kanalizační stoky pod Manhattanem. Čtyři hlavní želví hrdiny mistr Tříska pojmenoval po slavných italských renesančních umělcích.
Podle úvodního komiksu si chlapec jménem Chester (Chet) Manley jednoho dne koupil čtyři želvy, na cestě domů však uviděl slepého chodce před rozjetým nákladním autem převážejícím sudy s „Mutagenem“, na poslední chvíli ho zachránil, ale upustil želvy, které z auta rozlitý Mutagen spláchl do kanálu, kde následkem styku s touto látkou zmutovaly do nynější podoby.
Poprvé se objevily v květnu 1984 ve formě komiksu vydaného společností Mirage Studios v nevelké sérii 3000 výtisků. Přebal 1. série byl parodií na sérii komiksů Ronin od Franka Millera. V Česku se však Želvy proslavily až díky seriálovému zpracování, kterého se američtí diváci dočkali v pětidílné minisérii již ke konci roku 1987. O tři roky později již existovalo epizod více než 70. Na úspěchy komiksů se zde, podobně jako v jiných případech, pokusil navázat film. Dosud bylo na téma želv ninja natočeno šest filmů (1990, 1991, 1993, 2007, 2014, 2016)
Ve Velké Británii, Itálii, Irsku, Švédsku, Norsku, Finsku, Francii, Polsku, Rakousku a Německu byl seriál uveden pod změněným názvem "Teenage Mutant Hero Turtles" (TMHT, česky Želví hrdinové), neboť místní cenzura se obávala, že slovo ninja má příliš násilné konotace, než aby bylo vhodné jej užívat pro pořad určený dětem.[zdroj?]

## Postavy
- Leonardo (modrá páska přes oči, zkráceně Leo) – Z celé čtveřice je nejstarší a plní úlohu jejího nejmenovaného vůdce. Nejlépe si také rozumí s mistrem Třískou. Jeho zbraní je dvojice mečů nindžató.
- Raphael (červená páska, zkráceně Raph) – Svéhlavý rebel, vyzbrojený dvojicí trojzubých dýk sai. Je druhý nejstarší po Leonardovi a mezi oběma bratry často panuje rivalita. Je velmi horkokrevný a ze všech čtyř je asi nejbojovnější. Na druhou stranu mu není cizí smysl pro humor, i když poněkud cynický.
- Donatello (fialová páska, zkráceně Donnie) – Po Michelangelovi druhý nejmladší. Je tichý a přemýšlivý, s duší technika a vědce, a ze všech čtyř bratrů nejméně inklinuje k násilnému řešení problémů. Většina techniky, kterou želvy používají, je jeho výtvorem (např. vysílačky, auto, želvolet). Velmi dobře si rozumí s April. Vyzbrojen je dlouhou dřevěnou holí bo.
- Michelangelo (oranžová páska, zkráceně Mikey) – Nejmladší z bratrů. Vtipálek a smíšek, který nezkazí žádnou legraci. Na rozdíl od Raphaela je ale jeho humor dobrosrdečný. Je známý také pro svou vášeň k pojídání pizzy s nejrůznějšími šílenými kombinacemi přísad. Bojuje dvěma nunčaky.
- Mistr Tříska (angl. Master Splinter) – Učitel (sensei) a adoptivní otec želv v podobě obří antropomorfní krysy. V některých verzích příběhu je mistr Tříska ve skutečnosti bývalý japonský válečník a mistr ninjutsu Hamato Joši (Yoshi), který byl po zradě svého žáka Oroku Sakiho vyhnán do USA; v jiných byl původně jen Jošiho krysím mazlíčkem. V obou případech pak zmutoval stejným způsobem jako želvy.
- Trhač (angl. Shredder) – Úhlavní nepřítel želv. Původně se jmenoval Oroku Saki a předtím, než jej zaslepila moc, byl žákem Hamato Jošiho (mistra Třísky). Stejně jako on se přesunul do USA, kde se ale vydal na dráhu zločinu. Je velice schopným bojovníkem a vůdcem klanu Foot, zločinecké bandy složené z bojovníků ninja. Většinou je zobrazován jako vysoký muž v samurajské zbroji a s kovovou maskou přes obličej.
- Krang – Vysoce inteligentní padouch v podobě obřího růžového mozku s obličejem a několika výhonky sloužícími jako ruce. Ve své domovské Dimenzi X býval generálem a velel obřímu pojízdnému zařízení, zvanému Technodrom. Poté, co při záhadné nehodě přišel o své tělo a spolu s Technodromem se ocitl na Zemi, spojil se s Trhačem a výměnou za příslib nového těla mu poskytoval své technické vybavení.
- Bebop a Rocksteady (někdy také Bob a Rocky) – Dvojice Trhačových poskoků. Původně byli členy pouličního gangu, ale po ostudné porážce, kterou utržili v boji se želvami, se nabídli jako dobrovolníci pro Trhačův pokus s vytvořením vlastních mutantů. Rocksteady tak zmutoval do podoby humanoidního nosorožce a Bebop do humanoidního prasete bradavičnatého. Vynikají hrubou silou, ale na rozdíl od Trhače jsou poněkud slabomyslní.
- Baxter Stockman – „Šílený vědec“ a vynálezce, který je protivníkem želv Ninja a často spolupracuje s Trhačem a Krangem.
- April O'Neilová – Statečná mladá reportérka 6. kanálu (původně laborantka u Baxtera Stockmana). Poté, co ji želvy zachrání před v té době ještě lidsky vypadajícími Rocksteadym a Beebopem, kteří jí chtějí zabránit ve vyšetřování zločinů spáchaných klanem Foot, stane se jejich blízkou přítelkyní a spojkou s okolním světem.
- Casey Jones – Mladý samozvaný ochránce pořádku skrývající se pod hokejovou maskou. Umí karate a občas pomáhá želvám Ninja. April se do něj zamiluje a později vytvoří pár.

## Média

### Seriály
- Želvy Ninja (Teenage Mutant Ninja Turtles), 1987–1996, animovaný seriál, 10 sezón.
- Mutant Turtles: Chôjin densetsu hen (Mutant Turtles: Superman Legend), 1996 a 1997, japonská manga, 2 x 30 minut.
- Ninja Turtles: The Next Mutation, 1997-1998, hraný seriál, 26 x 25 minut.
- Želvy Ninja (Teenage Mutant Ninja Turtles), 2003-2009, druhý animovaný seriál, 7 sezón.
- Želvy Ninja (Teenage Mutant Ninja Turtles), 2012–2017, třetí animovaný seriál.
- Vzestup Želv Ninja (Rise of the Teenage Mutant Ninja Turtles), od 2018,

### Filmy
- 1990  Želví nindžové
- 1991 Želví nindžové II: Tajemství kapaliny
- 1993 Želví nindžové III
- 2007 TMNT
- 2014  Želvy Ninja - hraný film USA
- 2016 Želvy Ninja 2 - hraný film USA
- 2023 Želvy Ninja - Mutantí chaos

### Videohry
- 1989, Teenage Mutant Ninja Turtles - NES, Amiga, DOS, Commodore 64, Amstrad CPC a ZX Spectrum
- 1990, Teenage Mutant Ninja Turtles: The Arcade Game - NES, Amiga, DOS, Amstrad CPC, Atari ST, Commodore 64 a ZX Spectrum
- 1990, Teenage Mutant Ninja Turtles: World Tour - Amiga, DOS, Amstrad CPC, Atari ST, Commodore 64 a ZX Spectrum
- 1991, Teenage Mutant Ninja Turtles: Manhattan Missions - DOS
- 1991, Teenage Mutant Ninja Turtles III: The Manhattan Project - NES
- 1992, Teenage Mutant Ninja Turtles: Turtles in Time - SNES
- 1992, Teenage Mutant Ninja Turtles: The Hyperstone Heist - Mega Drive
- 1993, Teenage Mutant Ninja Turtles: Tournament Fighters - NES, SNES, Mega Drive
- 2003, Teenage Mutant Ninja Turtles - Game Boy Advance
- 2003, Teenage Mutant Ninja Turtles - GameCube, Xbox, PlayStation 2 a Microsoft Windows
- 2004, Teenage Mutant Ninja Turtles 2: Battle Nexus - GameCube, Game Boy Advance, Xbox, PlayStation 2 a Microsoft Windows
- 2005, Teenage Mutant Ninja Turtles 3: Mutant Nightmare - GameCube, Nintendo DS, Xbox a PlayStation 2
- 2005, TMNT: Mutant Melee - GameCube, PlayStation 2, Xbox a Microsoft Windows
- 2007, TMNT - Xbox 360, Wii, PlayStation 2, PlayStation Portable, Nintendo DS, GameCube a Microsoft Windows
- 2009, Teenage Mutant Ninja Turtles: Smash-Up - Wii a PlayStation 2
- 2013, Teenage Mutant Ninja Turtles: Out of the Shadows - Microsoft Windows
- 2013, Teenage Mutant Ninja Turtles - Xbox 360, Wii, Nintendo 3DS
- 2014 Teenage Mutant Ninja Turtles: Danger of the Ooze - Nintendo 3DS, PlayStation 3 a Xbox 360
- 2016, Teenage Mutant Ninja Turtles: Mutants in Manhattan - PlayStation 4, PlayStation 3, Xbox One, Xbox 360 a Microsoft Windows
- 2022, Teenage Mutant Ninja Turtles: Shredder's Revenge - Microsoft Windows, Nintendo Switch, PlayStation 4, PlayStation 5 a Xbox One
- 2024, Teenage Mutant Ninja Turtles: Splintered Fate - Microsoft Windows a Nintendo Switch
- 2024, Teenage Mutant Ninja Turtles: Mutants Unleashed - Microsoft Windows, Nintendo Switch, PlayStation 4, PlayStation 5, Xbox One a Xbox Series X/S